# Dana (cantora sul-coreana)
Hong Sung-mi (Hangul: 홍성미, Hanja: 洪性美, nascida em 17 de julho de 1986), mais conhecida como Dana, é uma cantora sul-coreana. Estreou na carreira musical em 2001, como cantora solo. Em 2005, tornou-se integrante do girl group The Grace.

## Discografia

### Álbuns solo
| DANA                                                                                | - Lançamento: 10 de Setembro de 2001 - Gravadora: S.M. Entertainment - Formatos: CD, download digital Track listing 1. 세상끝까지 2. Diamond 3. Pretty... 4. Jealousy 5. Tonite 6. Lover 7. Pray:Play 8. Feel for You 9. Behind Love 10. Valentine 11. Love Takes Time 12. For You |  |
| 남겨둔 이야기 (Maybe)                                                               | - Lançamento: : 1 de Outubro de 2003 - Gravadora: S.M. Entertainment - Formatos: CD, download digital Track listing 1. 길들이기 (Friend VS Lover) 2. 남겨둔 이야기 (Maybe) 3. What is Love? 4. 바램 (Fight Till The End) 5. N&N (End and and) 6. 너를 꿈꾸며 (Love is All I Need) 7. Dream 8. How 2 Love 9. I Will 10. Kiss me 11. Unhappy Day 12. My Melody -Streaming TRAX- 1. What is Love? (Morden Rock Ver.) 2. Swear 3. Wanna Be |  |
| "—" denota lançamentos que não chegaram aos charts ou não foram lançadas na região. | |  |

### Singles
| "세상끝까지"                                                                        | 2001 | X   |  | DANA       |
| "Diamond"                                                                           | 2001 | X   |  | DANA       |
| "Maybe"                                                                             | 2003 | X   |  | Maybe      |
| "What is Love?"                                                                     | 2003 | X   |  | Maybe      |
| "Touch You"                                                                         | 2016 | ASA |  | SM Station |
| "—" denota lançamentos que não chegaram aos charts ou não foram lançadas na região. |      |     |  |            |

### Músicas em compilações
| Ano  | Título                               | Álbum                                                  | Notas |
| ---- | ------------------------------------ | ------------------------------------------------------ | --- |
| 2001 | "Angel Eyes"                         | Christmas Winter Vacation in SMTown.com – Angel Eyes   | Com SM Town |
| 2001 | "Chocolate"                          | Christmas Winter Vacation in SMTown.com – Angel Eyes   | |
| 2002 | "Summer Vacation"                    | Summer Vacation in SMTown.com                          | |
| 2002 | "With 4 U (미안해... 고마워)"        | Summer Vacation in SMTown.com                          | |
| 2002 | "My Angel, My Light"                 | 2002 Winter Vacation in SMTown.com – My Angel My Light | Com SM Town |
| 2002 | "My Christmas Story"                 | 2002 Winter Vacation in SMTown.com – My Angel My Light | |
| 2002 | "Dear My Family"                     | 2002 Winter Vacation in SMTown.com – My Angel My Light | Com SM Town |
| 2003 | "Hello! Summer!"                     | 2003 Summer Vacation in SMTown.com                     | Com SM Town |
| 2003 | "그림으로 떠나는 여행"               | 2003 Summer Vacation in SMTown.com                     | Com Kangta, Lee Ji-hoon, Jin-young & Ji-yeon                                                                                           |
| 2003 | "Dear My Friend"                     | 2003 Summer Vacation in SMTown.com                     | |
| 2003 | "두번째 겨울 (Snowflake)"            | 2003 Winter Vacation in SMTown.com                     | Com SM Town |
| 2003 | "Be My Love"                         | 2003 Winter Vacation in SMTown.com                     | |
| 2004 | "Hot Mail (여름편지)"                | 2004 Summer Vacation in SMTown.com                     | Com SM Town |
| 2004 | "Baby Come Tonight"                  | 2004 Summer Vacation in SMTown.com                     | |
| 2006 | "태양은 가득히 (Red Sun)"            | 2006 Summer SMTown                                     | Com SM Town |
| 2006 | "Snow Dream"                         | 2006 Winter SMTown – Snow Dream                        | Com SM Town |
| 2006 | "Dreams Come True"                   | 2006 Winter SMTown – Snow Dream                        | Com CSJH The Grace |
| 2007 | "Out of Sight, Out of Mind"          | Billie Jean, Look at Me OST                            | |
| 2007 | "One Day (하루만)"                   | Air City OST (MBC TV Drama)                            | Com The Grace |
| 2007 | "여행을 떠나요 (Let's Go On a Trip)" | 2007 Summer SMTown – Fragile                           | Com SM Town (Originalmente de Cho Yong-pil)                                                                                            |
| 2007 | "Festival"                           | 2007 Summer SMTown – Fragile                           | Com Cheon Sang Ji Hee The Grace (Originalmente de Uhm Jung-hwa)                                                                        |
| 2007 | "Under the Sea"                      | 2007 Summer SMTown – Fragile                           | Com Stephanie, Leeteuk, Heechul, Yesung, Kangin, Eunhyuk, Donghae, Sungmin, Ryeowook & Zhang Liyin (Originalmente de Samuel E. Wright) |
| 2007 | "사랑 하나죠 (Only Love)"            | 2007 Winter SMTown – Only Love                         | Com SM Town |
| 2011 | "Amazing"                            | 2011 Winter SMTown – The Warmest Gift                  | The Grace - Dana & Sunday |

## Filmografia

### Filmes
| Ano  | Título                     | Papel | Notas                               |
| ---- | -------------------------- | ----- | ----------------------------------- |
| 2000 | (평화의 시대) Age of Peace | Dana  | Filme 3D com participação de H.O.T. |

### Dramas
| Ano  | Título                 | Papel         | Notas          |
| ---- | ---------------------- | ------------- | -------------- |
| 2012 | (아모레미오) Amore Mio | Mi-rae (미래) | Drama Especial |

### Televisão
| Ano  | Titulo                        | Canal | Papel          | Notas                                                                          |
| ---- | ----------------------------- | ----- | -------------- | ------------------------------------------------------------------------------ |
| 2002 | Nonstop 3                     | MBC   | Dana           | Sitcom                                                                         |
| 2003 | Dana's DMZ (Daily Music Zone) | iTV   | MC             |                                                                                |
| 2004 | X-Man                         | SBS   | convidada      |                                                                                |
| 2011 | Bravo, My Love!               | MBC   | cameo          | Sitcom                                                                         |
| 2011 | Let's Go! Dream Team Season 2 | KBS2  | convidada      |                                                                                |
| 2011 | Immortal Songs 2              | KBS2  | convidada      |                                                                                |
| 2011 | Strong Heart                  | SBS   | convidada      |                                                                                |
| 2011 | 1000 Songs Challenge          | SBS   | convidada      |                                                                                |
| 2012 | Opera Star Season 2           | tvN   | Regular Cast   | com Kim Jong Seo, Park Ji Yoon, Joo Hee da 8eight, Son Ho Young e Park Ki Youn |
| 2014 | Law of the Jungle in Solomon  | SBS   | elenco regular | com Tao, Kikwang, Kim Tae-woo                                                  |
| 2016 | King of Mask Singer           | MBC   | competidora    | como Heart Racing Snow Queen                                                   |

### Teatro musical
| Ano       | Título                                       | Papel                  | Notas                                                      |
| --------- | -------------------------------------------- | ---------------------- | ---------------------------------------------------------- |
| 2002      | Peter Pan                                    | Wendy                  | Musical                                                    |
| 2010      | (고궁뮤지컬 대장금) Daejanggeum Season Three | Seo Jang-geum (서장금) | Musical                                                    |
| 2010      | (락 오브 에이지) Rock of Ages                | Sherrie Christian      | Musical também estrelado por Sunday, Onew e Jay            |
| 2010–2011 | (삼총사)The Three Musketeers                 | Constance              | Musical também estrelado por Kyuhyun e Jay                 |
| 2012      | (캐치 미 이프 유캔) Catch Me If You Can      | Brenda Strong          | Musical também estrelado por Kyuhyun, Key e Sunny          |
| 2013      | (보니 앤 클라이드) Bonnie and Clyde          | Bonnie                 | Musical                                                    |
| 2013–2014 | (삼총사)The Three Musketeers                 | Constance              | Musical também estrelado por Jun.K , Key e J-min           |
| 2015      | Robin Hood                                   | Joy                    | Musical também estrelado por Cho Kyuhyun e Jang Hyun-seung |

## Videografia

### Videoclipes solo
- 세상끝까지
- Diamond
- 남겨둔 이야기 (Maybe)
- What is Love (Original Ver.)

### Aparição em videoclipes
| Ano  | Título            | Artista(s)     |
| ---- | ----------------- | -------------- |
| 2001 | "Polaris"         | Kangta         |
| 2012 | "Only You"        | Bobby Kim      |
| 2012 | "This Is The Man" | Kim Yoo Jin    |
| 2012 | "Cold Coffee"     | Monday Kiz     |
| 2012 | "No Heart"        | Zhang Hui Jing |